# Piletocera aurantiimaculalis
Piletocera aurantiimaculalis là một loài bướm đêm trong họ Crambidae.